# Ricardo Arias
Ne doit pas être confondu avec Ricardo Arias Espinosa.
Ricardo Arias, né le 25 février 1957 à Catarroja (Espagne), est un footballeur espagnol.

## Biographie
Ce défenseur, international lors d'un match avec la sélection espagnole en 1979, a effectué pratiquement toute sa carrière au Valence CF de 1976 à 1992. 
Il est le deuxième joueur à avoir à ce jour effectué le plus de matchs sous les couleurs Chés derrière Fernando Gómez. Par ailleurs, il est l'un des plus grands défenseurs que le club valencian ait connu ; pour preuve il a notamment été cité dans le meilleur onze de départ de l'histoire du club d'après la afición du club Chés dans laquelle il forme la charnière centrale à côté de l'Argentin Roberto Ayala.

## Palmarès
- Vainqueur de la Copa del Rey en 1979 avec le Valence CF
- Vainqueur de la Coupe des coupes en 1980 avec le Valence CF
- Vainqueur de la Supercoupe d'Europe en 1980 avec le Valence CF
- Vice-champion d'Espagne en 1990 avec le Valence CF